# Saleh Selim
Saleh Selim (àrab: صالح سليم)  (Dokki, 11 de setembre de 1930 - Londres, 6 de maig de 2002) fou un futbolista egipci de la dècada de 1950.
Fou internacional amb la selecció d'Egipte amb la qual participà en els Jocs Olímpics de 1960.
Pel que fa a clubs, destacà a Al Ahly, on també fou entrenador i president.